# گنه‌دار (بخش مرکزی پیرانشهر)
گنه دار، روستایی است از توابع بخش مرکزی و در شهرستان پیرانشهر استان آذربایجان غربی ایران.

## جمعیت
این روستا در دهستان لاهیجان قرار داشته و بر اساس سرشماری سال ۱۳۸۵ جمعیت آن ۱۳۳ نفر (۲۳ خانوار)
بوده‌است.